# Michał Wierba

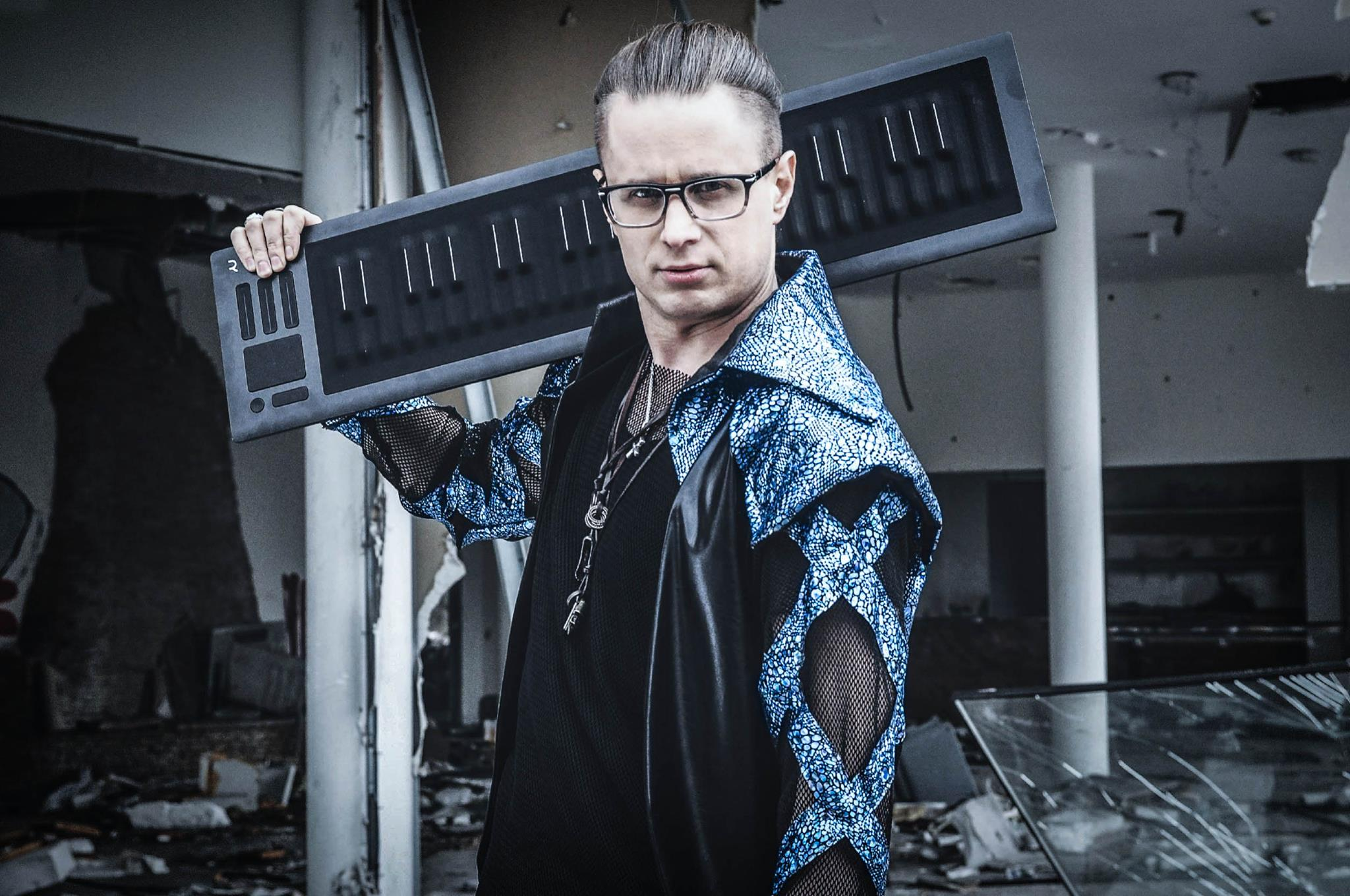
Michał Wierba

Michał Wierba (* 13. Februar 1986 in Krakau) ist ein polnischer Jazzmusiker (Piano, Komposition) des Modern Jazz.

## Leben und Wirken
Wierba begann erst mit 17 Jahren mit dem Klavierspiel; zwei Jahre später besuchte er die Karol-Szymanowski-Musikakademie in Katowice. Im Jahr 2000 hatte er Gelegenheit mit Wayne Shorter zu spielen, bevor dieser beim Lotos Jazz Festival(Bielska Zadymka Jazzowa) in Bielsko-Biała gastierte. Bald darauf trat er mit seiner eigenen Band erfolgreich in Polen auf und erhielt zahlreiche Preise und Auszeichnungen. Stilistisch vom hardbop geprägt, verbindet er Jazz mit den Traditionen polnischer Klassik, was in der melancholischen Atmosphäre seiner Melodien resultiert.
Wierba leitete das Sextett The Michał Wierba Doppelgänger und spielt im Wierba & Schmidt Quintet, das er mit dem Trompeter Piotr Schmidt betrieb; er arbeitete außerdem mit dem Vokalisten Wojciech Mryczek im Duo, ferner mit Piotr Baron. Unter eigenem Namen legte Wierba bislang (2019) fünf Alben vor; 2008 entstand das Album Black Jack, mit Klaudiusz Klosek (Trompete), Marcin Kaletka (Tenorsaxophon), Andrzej Swies (Bass) und Sebastian Kuchczynski (Schlagzeug).

## Diskographische Hinweise
- Wierba & Schmidt Quintet: Maya (2007)
- Wierba & Schmidt Quintet: Live in Getxo (Errabal, 2010)
- Wierba & Schmidt Quintet: Black Monolith (SJ Records, 2010)
- Wierba & Schmidt Quintet: The Mole People (SJ Records, 2011)
- Michał Wierba Doppelganger Project Orange Sky (Celestis Records, 2014)
- Michał Wierba – Body Language (ForTune Records, 2016)